# Wilhelm Richter
Generalløjtnant Wilhelm Richter (født 17. september 1892, død 4. februar 1971) var en tysk officer, som var general under 2. verdenskrig. Han er mest kendt for at have haft kommandoen over 716. infanteridivision, som på D-Dag den 6. juni 1944 var indsat i forsvaret af Atlanterhavsvolden nord for Caen i Normandiet, nærmere bestemt i den del af invasionskysten, som senere har været kendt som Sword, Juno, Gold og Omaha Beach.
Richter var født i Hirschberg i Schlesien. Han indtrådte i den tyske hær den 7. marts 1913 som fanejunker, og den 18. juni 1914 blev han udnævnt til løjtnant i artilleriet. Ved starten på 2. verdenskrig var han oberst og chef for 30. artilleriregiment. I 1943 var han på en måneds kursus som divisionschef, hvorefter han i to måneder var stedfortrædende chef for en Luftwaffedivision. I denne periode blev han udnævnt til generalmajor. Den 1. april 1943 blev chef for 716. infanteridivision. Dette var en såkaldt stationær division, som bemandede en del af Atlanterhavsvolden. Kort før D-dag blev han den 1. april 1944 udnævnt til generalløjtnant.